# Le Camere
Le Camere sono un gruppo di isole e scogli minori dell'arcipelago di La Maddalena, situato nella costa nord-orientale della Sardegna. Di formazione granitica si estendono per una superficie totale di circa 0,15 km², di aspetto montuoso e con coste assai frastagliate raggiungono la quota massima di 25 metri s.l.m. La sovranità comunale è rivendicata dai comuni di Arzachena e La Maddalena, con l'istituzione del parco nazionale dell'Arcipelago di La Maddalena si è definitivamente posto fine al contenzioso.

## Ambiente e turismo
Parte integrante del parco dell'arcipelago di La Maddalena, Le isole, vicinissime ai principali centri della Costa Smeralda, sono una rinomata meta turistica, per la bellezza del loro paesaggio, le loro numerosissime cale nascoste e rocce modellate dai venti in forme bizzarre.